# Galassia Nana di Ercole
La Galassia Nana di Ercole, o Her, è una galassia nana sferoidale situata in direzione della costellazione di Ercole e scoperta nel 2006 grazie ai dati raccolti dallo Sloan Digital Sky Survey. La galassia è situata a circa 140 milioni di parsec dalla Terra e si muove verso di noi alla velocità di circa 45 km/s. È stata classificata come galassia nana sferoidale (dSph) ed ha una forma sensibilmente allungata (rapporto degli assi ~ 3:1) con un raggio effettivo di circa 350 parsec anche se altre fonti danno un valore inferiore di circa 230 parsec. L'aspetto tanto allungato potrebbe essere causato dall'azione delle forze mareali esercitate dalla Via Lattea, che, in tal caso, potrebbero progressivamente distruggerla. Si rilevano gradienti di velocità che attraversano il corpo galattico e una debole corrente stellare, che punta nella direzione della forza di distruzione mareale.
La Galassia Nana di Ercole è una delle galassie satellite della Via Lattea più piccole e deboli. La sua luminosità è circa 30.000 volte quella del Sole (magnitudine apparente di circa −6,6; altre fonti riportano un valore di – 5,3) che è comparabile alla luminosità di un tipico ammasso globulare. Comunque la sua massa totale è di circa 7 milioni di masse solari, il che significa che il rapporto luce-massa è circa 330; un valore così elevato implica che la galassia sia dominata dalla materia oscura. Tuttavia risulta difficile stimare con sicurezza la massa di galassie così deboli a causa di una significativa interferenza prospettica che incrementa la velocità di dispersione. Un altro studio ne ha stimato la massa totale in circa 2 milioni di masse solari al livello del suo raggio effettivo, che diventerebbero circa 4 milioni di masse solari se misurate entro i 433 parsec dal suo centro.
La popolazione stellare consiste principalmente in vecchie stelle formatesi più di 12 miliardi di anni fa, la cui metallicità è molto bassa con un rapporto Fe/H ≈ −2,58±0,51, con altre fonti che riportano un valore ancora inferiore, pari a -2,3.
 Ciò significa che queste stelle hanno un contenuto in elementi pesanti 400 volte minore rispetto al Sole, essendo probabilmente tra le prime stelle formatesi nell'Universo. Attualmente non viene rilevata alcuna attività di formazione stellare. Non è stato possibile effettuare un rilevamento dell'idrogeno neutro stante il limite superiore di 466 masse.